# 青葉幸洋
青葉 幸洋（あおば ゆきひろ、1979年7月26日 - ）は、埼玉県東松山市出身の元プロサッカー選手、サッカー指導者。ポジションはディフェンダー。

## 経歴
小学校の時からサッカーを始め、高校では埼玉県の武南高等学校、大学は関東大学サッカーリーグの強豪校である順天堂大学の蹴球部でプレーし、同大学では全国大会で好成績を収めた（下記参照）。2002年の同大学スポーツ健康科学部卒業後は日本プロサッカーリーグ（Jリーグ）2部(J2)のヴァンフォーレ甲府に入団し、1年目からサイドバックのレギュラーを獲得して、存続の危機や3年連続の最下位から脱出した甲府躍進の原動力の一つとなった。2005年は控えに回る事が増え、シーズン終了前には戦力外通告を受けたが、J1・J2入れ替え戦では第1戦に先発フル出場して柏レイソルへの勝利に貢献し、J1初昇格をチームへの置き土産とした。その後、2006年には東京ヴェルディ1969、2007年は徳島ヴォルティスといずれもJ2所属のクラブでプレーし、2007年シーズン限りで現役を引退した。
引退後、青葉は2008年に母校・順天堂大学の大学院スポーツ健康科学研究科に進学し、同大学蹴球部コーチとして後進の指導に当たった。2009年には同研究科を修了し（修士号取得）、日本サッカー協会の公認B級コーチ資格を取得した。その後も同研究科の助教として勤務しながら蹴球部コーチを勤めている。また、同蹴球部が地域貢献活動を行うために設立したNPO法人レーヴェンでも指導者として小学生を指導している。2022年3月時点では、中央学院大学現代教養学部にて講師として勤務している。

## プレースタイル
ディフェンダー、特にサイドバックでの起用が多かったが、センターバックもこなせる有用性の高さが特徴だった。2006年に東京ヴェルディへ移籍した際は、「サッカーマガジン」編集の選手名鑑で「ディフェンス・ラインはどこでもプレーが可能」と評価され、「（ディフェンダーとしては）体格に恵まれるわけではないが、冷静な判断でピンチを未然に防ぐ」とも紹介されていた。

## 所属クラブ
- 東松山市立高坂小学校
- 1992 - 1994年 東松山市立南中学校
- 1995 - 1997年 武南高等学校
- 1998 - 2001年 順天堂大学
- 2002 - 2005年 ヴァンフォーレ甲府
- 2006年 東京ヴェルディ1969
- 2007年 徳島ヴォルティス

## 個人成績
| 国内大会個人成績 | 国内大会個人成績 | 国内大会個人成績 | 国内大会個人成績 | 国内大会個人成績 | 国内大会個人成績 | 国内大会個人成績 | 国内大会個人成績 | 国内大会個人成績 | 国内大会個人成績 | 国内大会個人成績 | 国内大会個人成績 |
| 年度             | クラブ           | 背番号           | リーグ           | リーグ戦         | リーグ戦         | リーグ杯         | リーグ杯         | オープン杯       | オープン杯       | 期間通算         | 期間通算         |
| 年度             | クラブ           | 背番号           | リーグ           | 出場             | 得点             | 出場             | 得点             | 出場             | 得点             | 出場             | 得点             |
| 日本             | 日本             | 日本             | 日本             | リーグ戦         | リーグ戦         | リーグ杯         | リーグ杯         | 天皇杯           | 天皇杯           | 期間通算         | 期間通算         |
| ---------------- | ---------------- | ---------------- | ---------------- | ---------------- | ---------------- | ---------------- | ---------------- | ---------------- | ---------------- | ---------------- | ---------------- |
| 1999             | 順大             | 12               | -                | -                | -                | -                | -                | 3                | 0                | 3                | 0                |
| 2002             | 甲府             | 25               | J2               | 43               | 0                | -                | -                | 3                | 0                | 46               | 0                |
| 2003             | 甲府             | 5                | J2               | 38               | 0                | -                | -                | 3                | 0                | 41               | 0                |
| 2004             | 甲府             | 5                | J2               | 34               | 0                | -                | -                | 2                | 0                | 36               | 0                |
| 2005             | 甲府             | 5                | J2               | 25               | 0                | -                | -                | 2                | 0                | 27               | 0                |
| 2006             | 東京V            | 27               | J2               | 14               | 2                | -                | -                | 0                | 0                | 14               | 2                |
| 2007             | 徳島             | 4                | J2               | 44               | 1                | -                | -                | 2                | 0                | 46               | 1                |
| 通算             | 日本             | 日本             | J2               | 198              | 3                | -                | -                | 12               | 0                | 210              | 3                |
| 通算             | 日本             | 日本             | 他               | -                | -                | -                | -                | 3                | 0                | 3                | 0                |
| 総通算           | 総通算           | 総通算           | 総通算           | 198              | 3                | -                | -                | 15               | 0                | 213              | 3                |

その他の公式戦
- 2005年
  - J1・J2入れ替え戦 2試合0得点

| 国際大会個人成績 | 国際大会個人成績 | 国際大会個人成績 | 国際大会個人成績 | 国際大会個人成績 |
| 年度             | クラブ           | 背番号           | 出場             | 得点             |
| AFC              | AFC              | AFC              | ACL              | ACL              |
| ---------------- | ---------------- | ---------------- | ---------------- | ---------------- |
| 2006             | 東京V            | 27               | 1                | 0                |
| 通算             | AFC              | AFC              | 1                | 0                |

### 記録
- Jリーグ初出場 - 2002年3月3日 J2第1節 横浜FC戦（三ツ沢公園球技場）
- Jリーグ初得点 - 2006年4月29日 J2第12節 コンサドーレ札幌戦（国立西が丘サッカー場）

## タイトル・代表歴
- 1998年 - 総理大臣杯全日本大学サッカートーナメント3位
- 1999年 - 全日本大学サッカー選手権大会3位
- 2001年 - 全日本大学サッカー選手権大会3位

## 人物
- 東京ヴェルディ在籍時の2006年に、当時東京ヴェルディと資本・業務提携を結んでいたサイバーエージェントのブログサービスであるアメーバブログでチーム公認ブログ『アオ・バディ!!』を開始した。現役引退後も同URLのまま『バディ・ライフ!』と改題し、コーチ業の傍らの日常生活などについて記事更新と一般公開を継続している（外部リンク参照）。
- 父は陸上競技の指導者で、大東文化大学陸上競技部部長・関東学生陸上競技連盟会長の青葉昌幸。なお、父の項目の記述に従えば「青」の字体は「靑」が正しいが、Jリーグや順天堂大学における青葉幸洋についての公式表記では常に「青」が用いられている。